# Distintivo di assalto generale
Il distintivo di assalto generico (in tedesco Allgemeines Sturmabzeichen), promosso dal comandante della Heer il Generalfeldmarschall Walther von Brauchitsch e istituito il 1 giugno 1940, è stato un distintivo onorifico della Germania Nazista assegnato ai militari della Wehrmacht durante la seconda guerra mondiale.

## Versioni

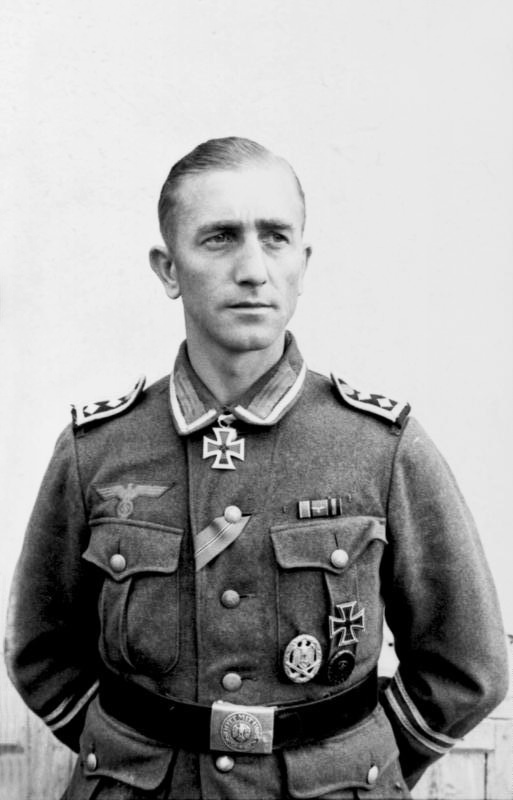
Oberfeldwebel della Wehrmacht con il distintivo posto correttamente sotto il taschino sinistro della divisa.

Dal 22 giugno 1943 la medaglia venne divisa per il conferimento in quattro classi rappresentanti il numero di assalti eseguiti con vittoria dall'individuo cui viene conferito il distintivo: 25, 50, 75, o 100 assalti.
Ai sensi della legge sui titoli, ordini e decorazioni del 26 luglio 1957 promulgata dalla Repubblica Federale di Germania la decorazione può essere utilizzata, qualora conferita, sotto rimozione del simbolo nazista dal distintivo.

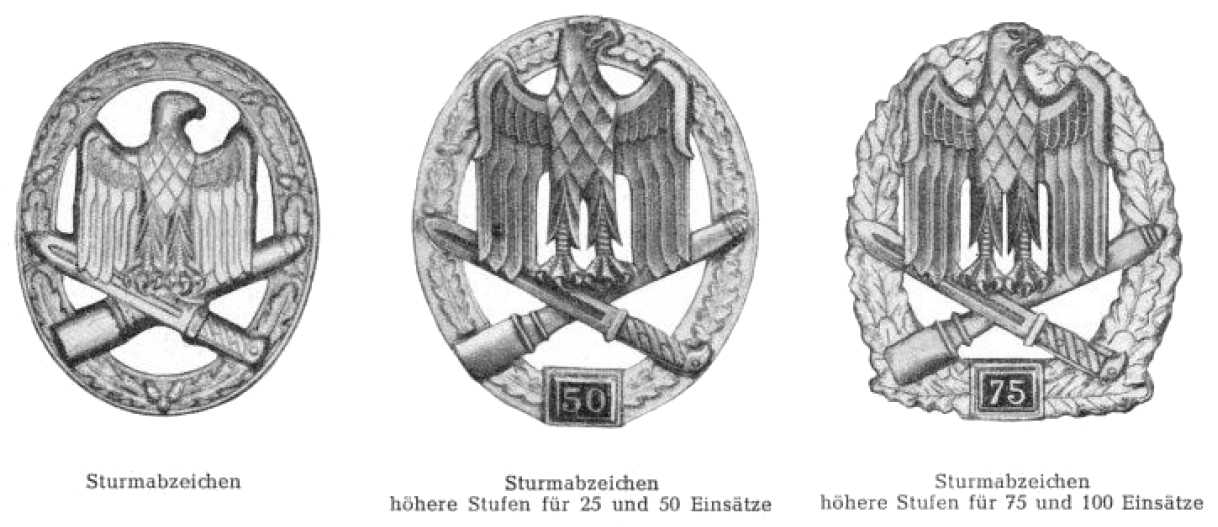
alcune versioni denazificate del distintivo.

## Descrizione
Disegnato da Wilhelm Ernst Peekhaus, il distintivo è formato da una corona di cinque foglie di quercia su ciascun lato della medaglia con un paio di ghiande alla base ospitante l'emblema nazionale dell'aquila nazista che sormonta una baionetta ed una stielhandgranate 24 incrociate fra loro.
Il premio veniva indossato sulla parte inferiore del taschino sinistro della divisa, sotto la Croce di Ferro di I Classe, o grado equivalente, in caso di aggiudicazione.